# 菲比·培根
菲比·培根（英語：Phoebe Bacon，2002年8月12日—）来自马里兰州Chevy Chase，是一名美国女子游泳运动员，主攻仰泳。她在3岁时开始练习游泳，后来加入国家首都游泳俱乐部，与姬蒂·雷德基共同训练过一段时间。2020年，她进入威斯康星大学，并开始代表该校校队参加校际比赛。